# Play Dirty
Pour plus de détails, voir Fiche technique et Distribution.
Play Dirty est un film américain réalisé par Shane Black et dont la sortie est prévue en 2025. Il s'agit d'une adaptation de Comme une fleur (The Hunter), un roman de Richard Stark (nom de plume de Donald E. Westlake). Il met en scène le personnage de Parker, déjà apparu plusieurs fois à l'écran. Ce roman avait d'ailleurs déjà été adapté au cinéma dans Le Point de non-retour (1967) et Payback (1999).
Le film sera diffusé sur Prime Video.

## Synopsis
Un voleur nommé Parker tente de monter dans un braquage majeur dans lequel il doit déjouer un dictateur sud-américain, la mafia new-yorkaise et l'un des hommes les plus riches du monde.

## Fiche technique
Sauf indication contraire, les informations mentionnées dans cette section peuvent être confirmées par la base de données cinématographiques IMDb,  présente dans la section « Liens externes ».
- Titre original : Play Dirty
- Réalisation : Shane Black
- Scénario : Shane Black, Charles Mondry et Anthony Bagarozzi, d'après le roman Comme une fleur de Richard Stark (nom de plume de Donald E. Westlake)
- Musique : Alan Silvestri
- Décors : Owen Paterson et Adam Scher
- Costumes : Kym Barrett
- Photographie : Philippe Rousselot
- Montage : Chris Lebenzon et Joel Negron
- Production : Jules Daly et Marc Toberoff

Producteurs délégués : Anthony Bagarozzi, Shane Black, Robert Downey Jr., Susan Downey, Chuck Mondry et James W. Skotchdopole
Coproducteur : Ezra Emanuel
- Société de production : Team Downey (en)
- Société de distribution : Amazon MGM Studios
- Budget : N/A
- Pays de production :  États-Unis
- Langue originale : anglais
- Format : couleur
- Genre : thriller, casse, criminel
- Dates de sortie[2] : 1er octobre 2025 Date sujette à modification (sur Prime Video)

## Distribution
- Mark Wahlberg : Parker
- LaKeith Stanfield : Alan Grofield (en)
- Rosa Salazar
- Dermot Mulroney
- Tony Shalhoub
- Keegan-Michael Key
- Nat Wolff
- Chukwudi Iwuji
- Thomas Jane
- Yvonne Zima : Traci
- Chai Hansen
- Alejandro Edda
- Nicole da Silva : Grace Webb

## Production

### Genèse et développement
Amazon MGM Studios, Team Downey (en) et Shane Black commencent à travailler sur le projet en mars 2022. Il est précisé que Shane Black va adapter — avec l'aide de Charles Mondry et Anthony Bagarozzi — le personnage Parker de la série littéraire de Donald E. Westlake (publiée sous le nom de Richard Stark). Shane Black est par ailleurs annoncé comme réalisateur. Le film est notamment produit par Susan Downey et son mari Robert Downey Jr., qui ont signé un partenariat avec Amazon MGM en 2022. Amazon Studios et Shane Black développent initialement le projet avec Joel Silver, avant qu'il soit finalement remplacé par Jules Daly en novembre 2023.
En plus d'être producteur, Robert Downey Jr. devait initialement incarner le rôle principal, avant d'être remplacé par Mark Wahlberg. En janvier 2024, LaKeith Stanfield est annoncé dans le rôle d'Alan Grofield (en), lui aussi personnage récurrent de l’œuvre de Donald E. Westlake. Rosa Salazar rejoint également le film dans un rôle non précisé. En février, c'est au tour de Dermot Mulroney et Tony Shalhoub d'être confirmés, suivis le mois suivant par Keegan-Michael Key, Nat Wolff, Chukwudi Iwuji et Thomas Jane.
En août 2024, il est finalement révélé que le film est une adaptation du roman Comme une fleur (The Hunter). Il s'agit de la troisième fois que l'oeuvre est portée à l'écran après Le Point de non-retour (1967) de John Boorman et Payback (1999) de Brian Helgeland.

### Tournage
Le tournage débute le 19 mars 2024 dans le port de Sydney,. Les prises de vues se déroulent également dans le conseil de Ku-ring-gai, dans le Hills District, Northern Beaches, Chippendale, Disney Studios Australia ou encore à Newtown,.

## Sortie et accueil
Début août 2025, il est annoncé que le film sera diffusé sur Prime Video le 1er octobre 2025.